# Luisairys Toledo
Luisairys Toledo (* 29. Februar 1992 in Valencia) ist eine venezolanische Leichtathletin, die sich auf den Siebenkampf spezialisiert hat.

## Sportliche Laufbahn
Erste internationale Meisterschaftserfahrungen sammelte Luisairys Toledo im Jahr 2009, als sie bei den Juniorensüdamerikameisterschaften in São Paulo mit einer Weite von 5,54 m den fünften Platz im Weitsprung belegte und mit 11,56 m Rang sechs im Dreisprung erreichte. 2016 wurde sie mit 5264 Punkten Sechste bei den Ibero-Amerikanischen Meisterschaften in Rio de Janeiro und im Jahr darauf siegte sie im Siebenkampf mit 5785 Punkten bei den Juegos Bolivarianos in Santa Marta. 2018 nahm sie an den Südamerikaspielen in Cochabamba teil und belegte dort mit 5382 Punkten den vierten Platz im Siebenkampf und siegte in 44,71 s gemeinsam mit Andrea Purica, Génesis Romero und Nercely Soto mit der venezolanischen 4-mal-100-Meter-Staffel. Anschließend gewann sie bei den Zentralamerika- und Karibikspielen in Barranquilla mit 5848 Punkten die Bronzemedaille im Siebenkampf hinter der Kubanerin Yorgelis Rodríguez und Evelis Aguilar aus Kolumbien und stellte damit einen neuen Landesrekord auf. Anschließend sicherte sie sich bei den Ibero-Amerikanischen Meisterschaften in Trujillo mit 5721 Punkten die Silbermedaille hinter der Paraguayerin Ana Camila Pirelli. Im Jahr darauf siegte sie bei den Südamerikameisterschaften in Lima mit neuem Meisterschafts- und Landesrekord von 5989 Punkten.
In den Jahren 2016 und 2018 wurde Toledo venezolanische Meisterin im Siebenkampf.

## Persönliche Bestleistungen
- Weitsprung: 6,31 m (+0,1 m/s), 5. April 2019 in Athens
- Dreisprung: 12,94 m (+0,8 m/s), 30. August 2014 in San Felipe
- Siebenkampf: 5989 Punkte, 26. Mai 2019 in Lima (venezolanischer Rekord)
  - Fünfkampf (Halle): 3788 Punkte, 5. März 2021 in Pittsburg